# Bill Hayden
Pour les articles homonymes, voir Hayden.
William Hayden, dit Bill Hayden, né le 23 janvier 1933 à Brisbane et mort le 21 octobre 2023 dans le Queensland, est un homme politique australien qui fut le 21e gouverneur général d'Australie.

## Biographie
Son père est un marin d'origine américaine de souche irlandaise ayant émigré en Australie.
Élevé dans les écoles catholiques, il devient officier des forces de police du Queensland de 1953 à 1961 et poursuit ses études ; il obtient une licence en sciences économiques à l'université du Queensland.
Il devient membre du Parti travailliste australien et en 1961, à la surprise générale, lors des élections fédérales, il arrache le siège de député d'Oxley en battant Don Cameron, le ministre de la Santé du gouvernement libéral de Menzies.
Il devient progressivement un membre influent du Parlement et, en 1969, rejoint le banc du gouvernement fantôme. Quand le parti travailliste, dirigé par Gough Whitlam gagne les élections de 1972, Hayden devient ministre de la Sécurité sociale et à ce poste crée la Medibank, premier système de couverture des soins de santé australien. En juin 1975, il est nommé ministre des Finances poste qu'il occupe jusqu'à la démission forcée du gouvernement Whitlam par le Gouverneur général, Sir John Kerr, le 11 novembre 1975.
Quand le parti travailliste perd à nouveau les élections en 1977, Whitlam démissionne de la tête du parti et Hayden est élu à sa place. Ses vues politiques sont proches du centre et il encourage une politique favorisant le secteur privé et soutient la politique américaine. Aux élections de 1980, il améliore le nombre de sièges de son parti mais ne réussit pas à faire battre le parti Libéral conduit par Malcolm Fraser. À cette même élection est élu Bob Hawke, membre influent et populaire du parti travailliste, connu pour ses ambitions politiques.
En 1982, Fraser manœuvre pour aboutir à des élections anticipées et Hawke en profite pour mobiliser ses troupes afin de contester le leadership de Hayden. Le 16 juillet Hayden bat de justesse Hawke pour la direction du parti mais Hawke ne s'avoue pas vaincu et continue à chercher à déstabiliser Hayden. En décembre, le parti travailliste perd les élections législatives partielles de Flinders, renforçant chez les députés travaillistes le doute sur les capacités de Hayden à conduire leur parti à la victoire.
Le 3 février 1983, dans un meeting à Brisbane, les plus proches amis de Hayden lui font comprendre qu'il doit quitter son poste, ce qu'il fait et Hawke est élu à sa place sans opposition. Le lendemain matin, informé des évènements de Brisbane, Fraser appèle à de nouvelles élections législatives pour le 5 mars. Le parti travailliste remporte les élections et Hayden devient ministre des Affaires Étrangères, un poste qu'il occupe jusqu'en 1988 avec compétence mais sans grand enthousiasme.
Comme ministre des Affaires étrangères, Hayden se fait le défenseur d'un resserrement des liens de l'Australie avec ses voisins asiatiques. Dans un discours prémonitoire en 1983 il déclare : « L'Australie change. En tant que partie européenne dans cette région du monde, nous sommes une anomalie. Il y a déjà une importante fraction de la population australienne d'origine asiatique qui est en plein développement et il est inévitable, à mon point de vue que l'Australie devienne un pays eurasien et j'en arrive à penser que c'est souhaitable »
Après les élections fédérales de 1987, Hawke proposa à Hayden le poste de Gouverneur général pour lui permettre une sortie honorable de la scène politique et pour le consoler de lui avoir dérobé le poste de Premier ministre. La désignation de Hayden comme successeur de Sir Ninian Stephen est publiquement annoncée au milieu de 1988 et Hayden quitte aussitôt son poste de ministre et ses dernières attaches avec le parti travailliste. Il prend ses fonctions le 16 février 1989 et se comporte avec discrétion pendant la période de transition, en décembre 1991, entre les gouvernements Hawke et Keating. Il refuse toutes les décorations pendant son mandat, n'acceptant que, peu après sa prise de fonction, les insignes de chevalier de l'Ordre d'Australie pour pouvoir assurer le rôle de chancelier de l'Ordre qui est le sien de par ses fonctions.
Il quitte son poste le 16 février 1996 et est remplacé par Sir William Deane.
À la fin des années 1990, Hayden devient plus conservateur, rejoignant l'équipe du magazine conservateur Quadrant. Pendant les débats de 1999 sur la création d'une république australienne, Hayden soutient la cause monarchiste, achevant sa rupture avec son ancien parti et ses idées de gauche.

## Distinctions
En tant que gouverneur général, il était chancelier de l'ordre de l'Australie et son principal compagnon (AC).
Il a reçu un doctorat honoris causa en droit de l'université du Queensland en 1990 pour ses contributions remarquables à la vie australienne. Parmi les autres récompenses, il y a eu l'admission à l'ordre de Saint-Jean en Australie et à la médaille Gwanghwa de l'ordre du Mérite diplomatique coréen.
En 1996, il a été reconnu comme humaniste australien de l'année par le Conseil des sociétés humanistes australiennes. En 2007, lors de la 45e conférence de la branche du parti travailliste australien dans le Queensland, Hayden est devenu membre à vie du parti.
En septembre 2017, en prononçant le second discours Hayden à l'université du Southern Queensland à Ipswich, l'ancien Premier ministre australien Paul Keating a longuement parlé de la contribution de Hayden au parti travailliste. Keating a parlé en particulier de la période de réforme sous le gouvernement travailliste Hawke dans les années 1980 en Australie. Il a noté que les fondements des réformes avaient été établis avant la conquête du parti travailliste en 1983, alors que Hayden était chef de l'opposition et travaillait à la préparation du parti au gouvernement. Ces grandes réformes, a déclaré Keating, ont commencé avec les cadres que Bill Hayden a apportés à l'audience, le jour où il est devenu chef du parti travailliste.